# El Grupo Nuevo de Omar Rodríguez-López
El Grupo Nuevo de Omar Rodríguez-López es una banda de rock progresivo compuesta por Omar Rodríguez López (guitarra), Cedric Bixler-Zavala (voz), Juan Alderete de la Peña (bajo), Jonathan Hischke (sintetizadores) y Zach Hill (batería).

## Historia
Este proyecto paralelo de Omar Rodríguez López era originalmente una simple colaboración con el batería de Hella Zach Hill, pero finalmente Rodríguez López decidió formar una banda al completo, juntando a compañeros de The Mars Volta y colaboradores habituales - Cedric Bixler-Zavala y Juan Alderete de la Peña - además del compañero de Hill en Hella Jonathan Hischke. Desde 2006 han grabado tres álbumes, de los cuales se editó el primero de ellos, Cryptomnesia, el 5 de mayo de 2009.

## Discografía
- Cryptomnesia (2009)